# IC 3691
IC 3691 је галаксија у сазвјежђу Береникина коса која се налази на листи објеката дубоког неба у Индекс каталогу.
Деклинација објекта је + 22° 46' 22" а ректасцензија 12h 42m 49,3s. Привидна величина (магнитуда) објекта IC 3691 износи 16,4 а фотографска магнитуда 17,0.